# Nemi szegregáció
A nemi szegregáció az emberek nemük miatt elkülönülését jelenti.
A pejoratív „nemi apartheid” kifejezéssel is szokták illetni, amivel sugallják, hogy diszkriminációról van szó. Egyes esetekben a nemi szegregáció még vitatott ügy. Egyesek szerint bármilyen formája az emberi jogok sértését jelenti, mások szerint pedig szükséges az illem, tisztesség, erkölcsösség, nők biztonsága és a család egysége fenntartásáért.

## Nyilvános helyek

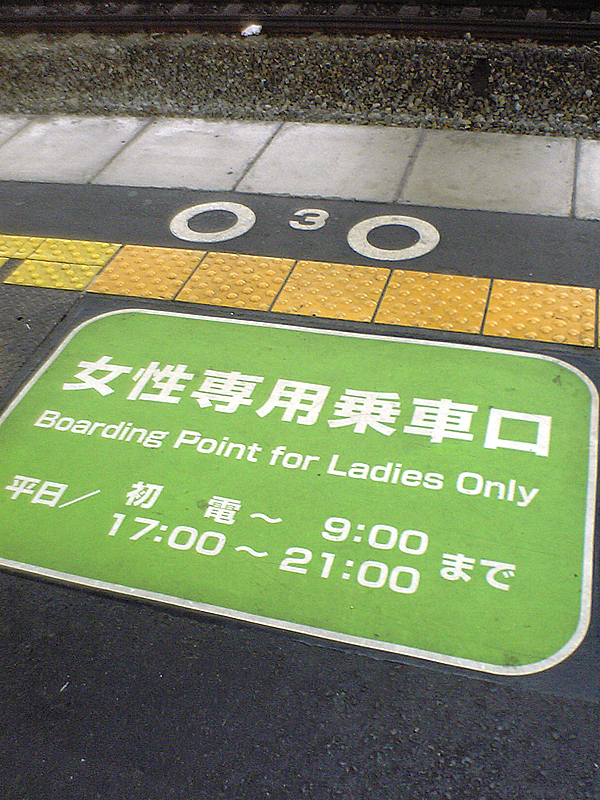
Jel egy oszakai állomáson Japánban, melyen mutatja a női vagon beszálláspontját

Majdnem az egész világon az olyan helyek, melyben meztelenséggel kapcsolatos tevékenységek történnek – például tusolók, toalettek, öltözők – általában nemileg elkülönülve szoktak lenni. Vannak kivételek is: a nudista strandok és művészeti tantermekben főként nincsenek szegregálva. A szaunák és fürdők a helyi szokástól függően lehetnek szegregálva.
Az elkülönülési szint különbözik országtól országig. Egyes helyeken az öltözők külön vannak választva férfi és nőire, máshol közös szoba van, ahol az öltözők alacsony falakkal vannak elválasztva. Mivel egyes országokban a tömegközlekedésben elterjedt a nők tapogatása, külön buszokat vagy vagonokat jelöltek ki nők számára.
Az országok többségében a börtönök szegregálva vannak. Más nemű rabokkal általában tiltott az érintkezés, vagy csak kijelölt pillanatokra van korlátozva. A börtönőrök általában egyazon neműek, mint a rabok.

## Oktatás
A világ oktatási intézményeinek többsége, és még inkább az intézményesített oktatás, általában csak a fiúk lehetséges volt nyitva egészen a 19. századig. Európában, ahol az iskolákban megengedték a lányok részvételét is, sok esetben elkülönülve folyt az oktatás a nemek közt. Ez a helyzet még manapság is létezik pl. az Egyesült Királyság egyes iskoláiban. Az ok erre főként történelmi volt – a valamikori csak-férfi intézmény ellenkezett a változásoknak. Azzal érveltek, hogy a más nemű diákok elvonják a figyelmet a tananyagról, valamint illetlen viselkedéshez vezetnek.
Kutatások lettek végezve, melyben vizsgálták, hogy vajon a szegregált iskolák jobb teljesítményhez vezetnek mint a kevert iskolák, de nem lett döntő eredmény. Még a kevert iskolákban is egyes tantárgyak, mint a szexuális felvilágítás, nemileg szegregálna vannak. Néhány iskolában úgy folyik az oktatás, hogy a főbb tantárgyak elkülönülve vannak; ezt párhuzamos oktatásnak neveznek.

## Nők biztonsága, intimitása és érzékenysége
Egyes nemi elkülönülések biztonsági okokból történnek. Így léteznek menedékek a bántalmazott anyák és feleségek számára, melyek nem fogadják be a férfiakat, még azokat sem, akik maguk is a családon belüli erőszak áldozatai lettek. Ez főként azért van, mert az ilyen menedékben élő nők fenyegetve éreznék magukat bármilyen férfi jelenlététől. A nem-elkülönült toalettok szintén biztonsági veszélyt jelenthet, valamint megsértheti az intimitást.
A legtöbb kultúrákban továbbra is léteznek nemileg specifikus gyülekezőhelyek. Történelmileg a legénybúcsúk csak férfiak számára volt elfogadott. Több országban a kocsmákba nem engedték be a nőket, és a pincér nem árult italt a női látogatónak. Manapság ez diszkriminációnak számít és törvényellenes a nyugati országokban.

## Vallások

### Kereszténység
A keleti katolikus és ortodox egyházakban szigorú nemi szegregáció van. Ez kifejezettebb a rurális környezetekben, ahol a férfiak ülnek a jobb oldalon (Krisztus ikonjához közel), a nők pedig a balon (Mária ikonjához közel). 

### Judaizmus
Az ortodox judaizmusban, és főként a haszidoknál, szokás elkülönült eseményeket rendezni, ahol a férfiak és nők elválasztva ülnek.
Az ortodox zsidó zsinagógákban elválasztott férfi és női részlegek vannak, melyek általában fallal vannak elválasztva, vagy a mehica elnevezésű függönnyel.
Izraelben léteznek olyan buszjáratok, melyek az ultra-ortodox zsidó környékeket szolgálják, és melyek nemileg szegregálva vannak. Az egyik nem ül a busz elején, a másik meg hátul.

### Iszlám
Az iszlám ellenzi a társadalmi interakciót két idegen férfi és nő között. Egyes országokban a nemi szegregációt vallási rendőrség tartatja be szigorúan.
A muzulmánoknál a nők elrejtése a férfiak szeme elől a námúsz fogalommal van összeköttetésben. A namus egy etikai kategória, egy erény, a közel-keleti patriarchátus gondolkodásban. Ez egy lényegében nemileg-specifikus kategória, mellyel a családi viszonyokat irányítják, hangsúlyozva a becsületet, figyelmet, tiszteletet és szerénységet. Sokszor csak úgy fordítják le, mint „a becsület”.

## Foglalkozások szerinti szegregáció
Egyes munkák ki lettek sajátítva egy meghatározott nem számára. Ezt néha a nemi szegregáció egyik fajtájának veszik, még akkor is, ha a munkások nincsenek fizikailag elkülönülve a más nemű alkalmazottaktól. Egyes foglalkozásokat főként egy nemhez tartozó munkások végeznek, habár nincsen meghatározott szabály, mely kizárná a másik nemet.

### Történelme
Már az őskorban is, a férfi és női szerepek különböztek egymástól. A vadászó-gyűjtögető társadalmakban a vadászat főként a férfiak feladata, míg a gyűjtögetés a nőké. Hasonló módon más feladatokat is csak egy nem szokott végezni. Ennek ellenére a különböző szerepek nem utalnak a státuskülönbségekre.
A történelemben a katonai hódításokat majdnem mindig (kis kivétellel) a férfiak vitték véghez. Ez csak a 20. század második felében szűnt meg. Ennek ellenére sok országban továbbra is csak férfiak katonáskodnak, valamint a rendőrség is kizárja a nők alkalmazását.
Olyan foglalkozásoknál, ahol a fizikai erő az alapkövetelmény, a férfi és a női testalkat közti különbség azt jelenti, hogy a férfiak jobban megfelelnek a munkának.